# Lugning
Lugning er den ukrudtsbekæmpelse, der udføres med hænderne eller eventuelt ved brug af simple, kortskaftede redskaber som lugejern, lugeklo eller lignende. Lugning er den mest arbejdsintensive, men også den mest effektive metode til bekæmpelse af uønskede planter. I princippet virker den 100%, men det forudsætter dels et kendskab til ukrudtsplanterne, dels en viden om den rette fremgangsmåde og dels en vilje til at gøre tingene rigtigt og gennemført.
Metoden bruges ikke længere i professionelt jordbrug, men den er stadig meget anvendt i havebrug, specielt indenfor økologisk havedyrkning. I vidt omfang er lugning erstattet af de mere ekstensive, mekaniske eller kemiske metoder.
Lugning kan udføres efter to grundsynspunkter:
1. Man fjerner alt, hvad der ikke kan genkendes som dyrkede planter
2. Man fjerner kun det, der kan genkendes som ukrudt

Den første metode stiller ikke de store krav til den, som luger. Hvis ellers de dyrkede planter er genkendelige, kan man med sindsro rykke alt andet op. Fordelen ved metoden er, at bedet bliver helt "rent", og derfor er det ofte den, man bruger i køkkenhaven.
Den anden metode forudsætter et godt kendskab til, hvad der er ukrudt. Fordelen ved metoden er, at den lader interessante, selvsåede planter overleve, indtil de kan genkendes. Derfor bruges metoden næsten kun i biotopbede og andre, naturnære beplantninger.